# Ковшова, Анна Ивановна
Анна Ивановна Ковшова (1926 — 1963) — советский передовик производства в сельском хозяйстве. Герой Социалистического Труда (1949).

## Биография
Родилась в селе Чемлыж, Севского района Брянской области в крестьянской семье.
С 1940 года после окончания семи классов сельской школы А. И. Ковшова начала работать в полеводческой бригаде колхоза «Красный прожектор» Севского района Брянской области.
С 1945 года А. И. Ковшова возглавила комсомольско-молодёжное звено, которое с 1946 года занималось выращиванием технической конопли.
2 апреля 1948 года Указом Президиума Верховного Совета СССР «за отличие в труде и по итогам работы в 1947 году» А. И. Ковшова была награждена Орденом Ленина.
В 1948 году  коноплеводческое звено А. И. Ковшовой получило урожай стебля южной конопли 45,5 центнера и семян 7,42 центнера с гектара на площади 3,2 гектара.
2 августа 1949 года Указом Президиума Верховного Совета СССР «за получение высоких урожаев стебля и семян южной конопли и картофеля в 1948 году» Анна Ивановна Ковшова была удостоена звания Героя Социалистического Труда с вручением Ордена Ленина и золотой медали «Серп и Молот».
С 1951 по 1954 годы обучалась в Брянской средней сельскохозяйственной школе по окончании которой работала агрономом  в колхозе имени К. Е. Ворошилова.
Помимо основной деятельности А. И. Ковшова избиралась депутатом Брянского областного и Севского районного Советов депутатов трудящихся.
Умерла в 1963 году в городе Брянске.

## Награды
- Медаль «Серп и Молот» (2.08.1949)
- Орден Ленина (2.04.1948, 2.08.1949)
- Медаль «За доблестный труд в Великой Отечественной войне 1941—1945 гг.»